# Linia kolejowa Chodorów – Piaseczna
Linia kolejowa Chodorów – Piaseczna – linia kolejowa na Ukrainie łącząca stację Dnistrianśka ze stacją Piaseczna. Zarządzana jest przez Kolej Lwowską (oddział ukraińskich kolei państwowych).
Znajduje się w obwodzie lwowskim. W użyciu jest odcinek Dnistrianśka – Piaseczna. Odcinek Chodorów – Dnistrianśka został zamknięty i częściowo rozebrany. Linia na całej przejezdnej długości jest jednotorowa i niezelektryfikowana. Na istniejącym odcinku zachowała się infrastruktura po dawnej trakcji.